# Liébana
Liébana este o arie protejată (arie de protecție specială avifaunistică — SPA) din Spania întinsă pe o suprafață de 29.142,99 ha, integral pe uscat.

## Localizare
Centrul sitului Liébana este situat la coordonatele 43°03′18″N 4°39′37″W / 43.0551°N 4.6602°V.

## Înființare
Situl Liébana a fost declarat arie de protecție specială avifaunistică în august 2000 pentru a proteja 38 de specii de animale.

## Biodiversitate
Situată în ecoregiunea atlantică, aria protejată nu include niciun habitat protejat.
La baza desemnării sitului se află mai multe specii protejate:
- păsări (17): pescăruș albastru (Alcedo atthis), acvilă de munte (Aquila chrysaetos), caprimulg (Caprimulgus europaeus), șerpar (Circaetus gallicus), erete vânăt (Circus cyaneus), ciocănitoarea de stejar (Dendrocopos medius), ciocănitoare neagră (Dryocopus martius), șoim călător (Falco peregrinus), vulturul pleșuv sur (Gyps fulvus), acvilă pitică (Hieraaetus pennatus), sfrâncioc roșiatic (Lanius collurio), gaia neagră (Milvus migrans), vultur egiptean (Neophron percnopterus), Perdix perdix hispaniensis, viespar (Pernis apivorus), Pyrrhocorax pyrrhocorax, Tetrao urogallus cantabricus
- mamifere (12): liliac cârn (Barbastella barbastellus), Galemys pyrenaicus, vidră de râu (Lutra lutra), liliac cu aripi lungi (Miniopterus schreibersii), liliac cu urechi mari (Myotis bechsteinii), liliac cu urechi de șoarece (Myotis blythii), liliac cărămiziu (Myotis emarginatus), liliac comun (Myotis myotis), liliacul mediteranean cu potcoavă (Rhinolophus euryale), liliacul mare cu potcoavă (Rhinolophus ferrumequinum), liliacul mic cu potcoavă (Rhinolophus hipposideros), urs brun (Ursus arctos)
- nevertebrate (7): Elona quimperiana, fluturele de noapte (Eriogaster catax), fluturele auriu (Euphydryas aurinia), Geomalacus maculosus, rădașcă (Lucanus cervus), Phengaris nausithous, Rosalia alpina
- reptile (2): Iberolacerta monticola, Lacerta schreiberi

Pe lângă speciile protejate, pe teritoriul sitului au mai fost identificate 1 specie de mamifere.